# Хамбахский замок

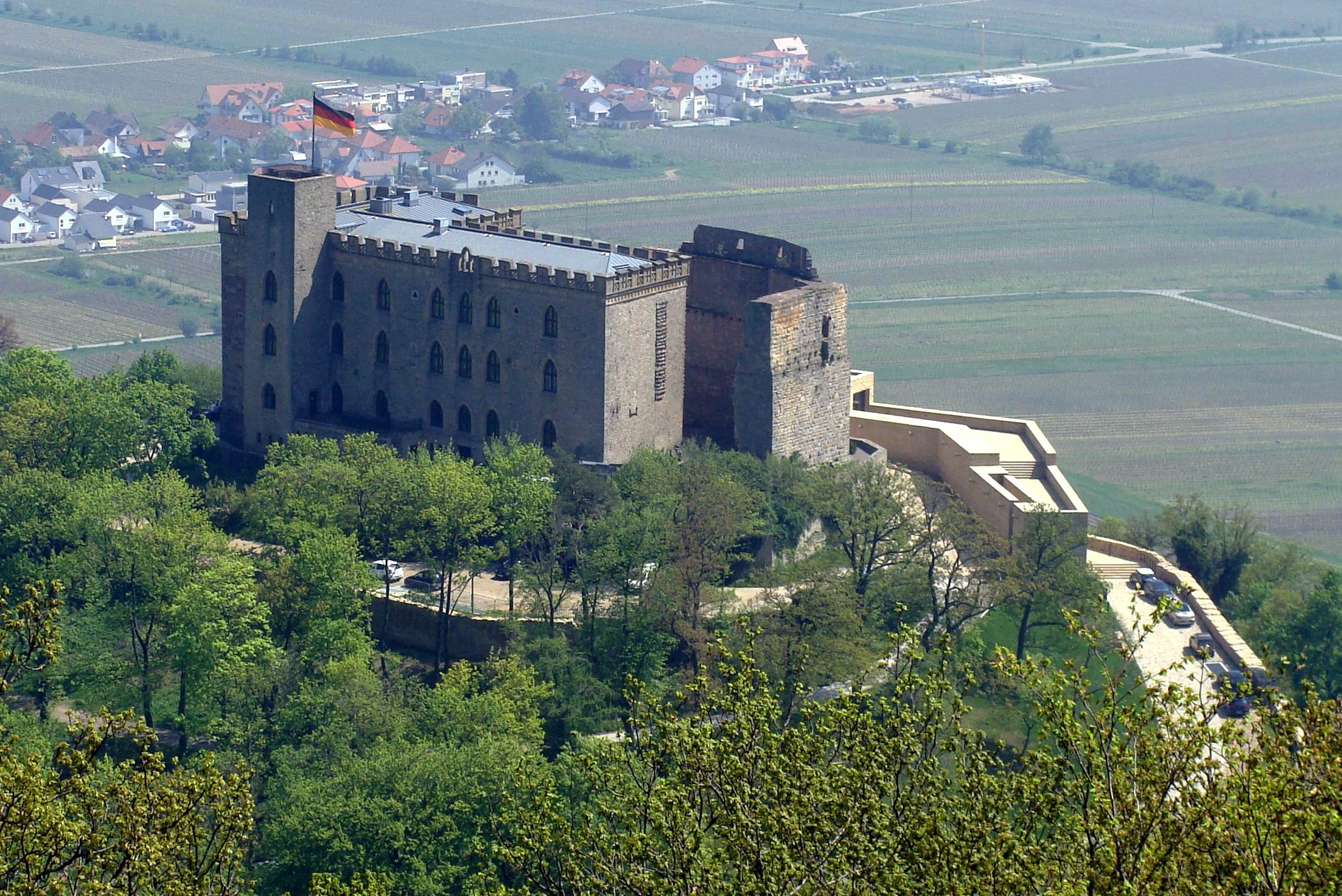
Хамбахский замок. Вид с высоты птичьего полёта

Хамбахский замок (нем. Hambacher Schloss), также называемый Максбург — частично руинированный замок в местечке Хамбах города Нойштадт, расположенный в немецкой федеральной земле Рейнланд-Пфальц. Благодаря так называемому Хамбахскому празднику (нем. Hambacher Fest) 1832 года считается символом германского демократического движения.

## История
Замок был построен в XI веке. Разрушен в 1688—1689 годах. Частично восстановлен. Замок стал широко известен после проведения в нём собрания всех слоёв населения 27 мая 1832 года. С тех пор замок называют «колыбелью немецкой демократии». В замке размещается экспозиция по истории демократического движения в Германии.